# Кашлач, Виктор Михайлович
Виктор Михайлович Кашлач (8 марта 1962 года—21 октября 2010 года) — российский учёный-педагог, ректор Ишимского государственного педагогического института (2007—2010).

## Биография
Родился 8 марта 1962 года в деревне Ивановке Ишимского района Тюменской области.
В 1984 году — окончил физико-математический факультет Ишимского государственного педагогического института, в 2002 году получил второе высшее образование в Тюменском государственном университете по специальности «Государственное, муниципальное управление».
После окончания института работал учителем математики, с 1989 по 1996 годы — директор средней школы № 8 г. Ишима, затем директор школы № 5 г. Тобольска.
С 1996 по 2007 годы — председатель комитета по образованию администрации Ишима.
В 2007 году — избран и назначен ректором Ишимского педагогического института, который возглавлял до конца жизни.
Виктор Михайлович Кашлач скоропостижно скончался 21 октября 2010 года.

### Семья[1]
- жена — Кашлач Ирина Фёдоровна (род. 1963), кандидат педагогических наук, доцент
- сын — Кашлач Алексей Викторович (род. 1985), инженер

## Научная деятельность
Основные научные интересы: управление образовательными системами и правовые основы функционирования образования, автор ряда актуальных научных работ.
В 2001 году — защитил кандидатскую диссертацию, тема: «Условия реализации гуманистической концепции образования в малом провинциальном городе Сибири».
В 2003 году — присвоено учёное звание доцента.

## Награды
- Заслуженный учитель Российской Федерации (2008)[3]
- Почётный работник общего образования Российской Федерации